# 巴塔唧霸鹟
，是雀形目霸鹟科的一种鸟类，属于单型的巴塔唧霸鹟属（学名：Colorhamphus）。

## 特征
巴塔唧霸鹟体重约10.6克，翼长约61.3毫米，喙宽度约3.4毫米，喙厚度约2.8毫米，嘴峰长约11.5毫米，跗蹠长约17.5毫米，尾长约53.2毫米。
巴塔唧霸鹟是候鸟，栖息在森林，它们是食肉动物，主要以昆虫、蜘蛛等陆生无脊椎动物为食。它们分布在智利南部和阿根廷南部。